# Amenhotep (Obervermögensverwalter in Memphis)

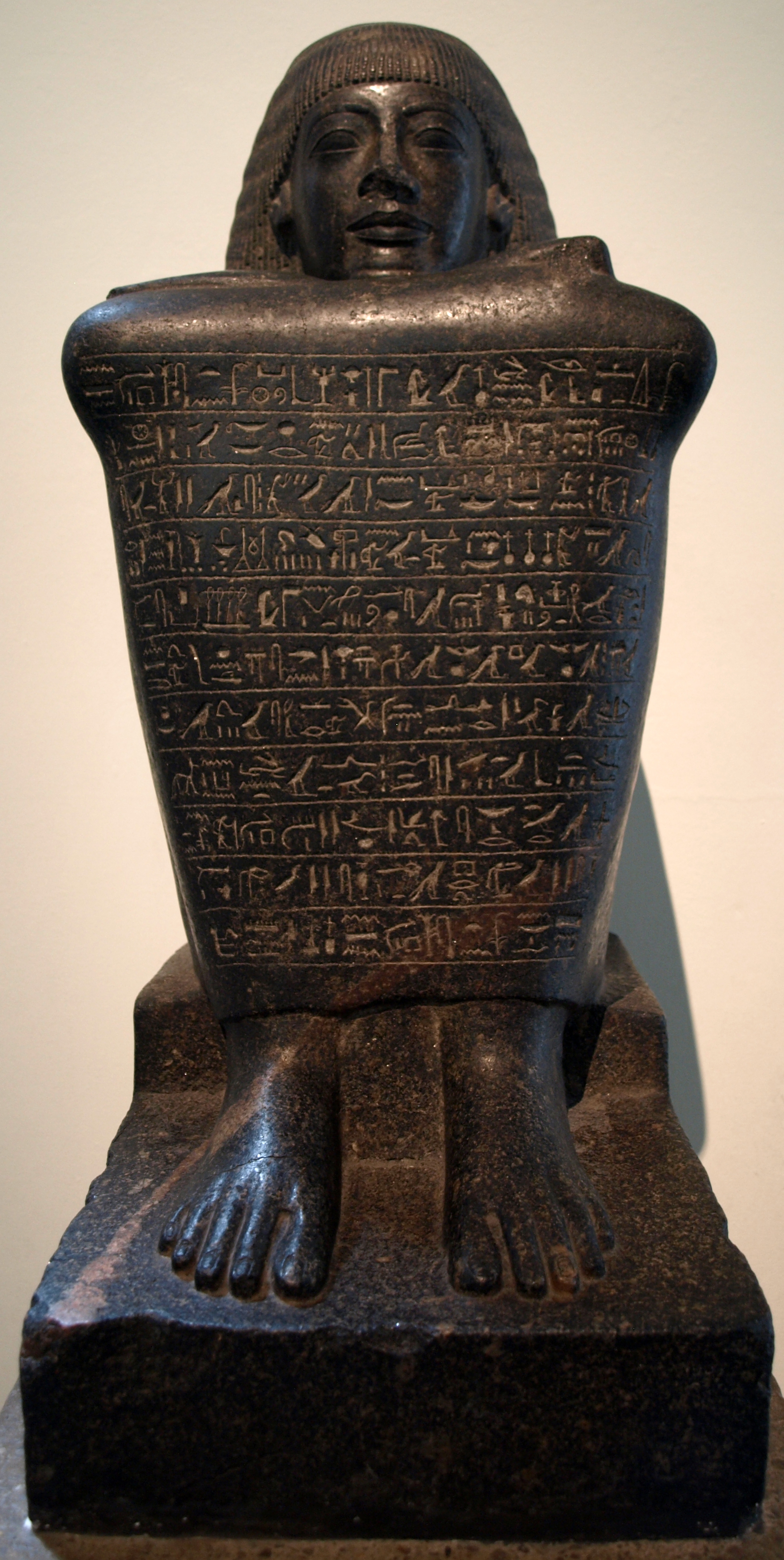
Würfelhocker des Amenhotep, aus Abydos

Amenhotep, in der Kurz- oder Koseform auch als Huy bezeichnet, war „Obervermögensverwalter in Memphis“ (Imi-ra-per-wer-em-Men-nefer – Jmy-r3-pr-wr-m-Mn-nfr) unter dem ägyptischen König Amenophis III., wohl in dessen letzten Regierungsdekaden. Der Amtssitz von Amenhotep war wohl Memphis, wo er die Bauarbeiten an einem Millionenjahrhaus für den König leitete.
Amenhotep trug eine große Anzahl wichtiger Titel, darunter befinden sich die Rangtitel „Mitglied der Elite“, „Vorderster an Aktion“, „königlicher Siegler“ und „einziger Freund“. Er hatte auch einige Priestertitel, wie „Priester der Werethekau“, „Vorsteher der Priester im Haus der Sachmet“ und „Leiter der Feste des Ptah, südlich seiner Mauer und aller Götter von Memphis“. Die Titel „Vorsteher der Arbeiten in Chenmet-Ptah“ und „Leiter der Arbeiten“ stehen in Verbindung mit seinen Bauleitungen. Seine Amtstitel waren dagegen „Obervermögensverwalter“ sowie „Obervermögensverwalter des Königs“ und „Obervermögensverwalter in Memphis“.
Von Amenhotep sind zwei Statuen bekannt, auf einer von ihnen befindet sich eine ausführliche Biographie. Demnach wurde er von Amenophis III. zum „Obervermögensverwalter“ ernannt und leitete die Bauarbeiten am Millionenjahrhaus des Herrschers in Memphis.
Amenhotep war Mitglied einer bedeutenden Familie. Sein Vater Heby war Bürgermeister von Memphis und sein Bruder Ramose wurde zum Wesir befördert. Seine Gemahlin war eine gewisse May. Sein Sohn Ipy folgte seinem Vater im Amt des Obervermögensverwalters und spielte eine bedeutende Rolle am Hof von Echnaton.
In Memphis hatte Amenhotep auch ein Grab, das am Anfang des 19. Jahrhunderts gefunden wurde, seitdem aber verschollen ist. Aus dem Grab stammen zahlreiche Objekte, die an verschiedene Museen verkauft wurden, worunter sich eine Stele mit einem Hymnus, ein Kanopenkasten und Modelle von Schreiberpaletten finden.